# 美國的黨
美國的黨（英語：America's Party），成立時稱美國的獨立黨（America's Independent Party），是一个保守派的美国政党，由艾倫·凱斯的支持者于2008年從憲法黨分裂出來，以是取代共和黨和民主黨制度作目標。
美國的黨在2012年和2016年美國總統選舉均以黨魁湯姆·哈伐令為總統候選人，2012年時哈伐令找來J·D·埃利斯（J.D. Ellis）作副總統候選人，取得40,628票。

## 外部連結
- AP website
- Veterans United to Save America （页面存档备份，存于）